# Airbus Group
EADS (European Aeronautic Defence and Space company) (Euronext EAD, BMAD EAD, FWB EAD) és un grup industrial del sector de la indústria aeronàutica i espacial civil i militar. És el primer grup de defensa a Europa i es classifica en els cinc primers grups del món, en competència directa amb Boeing.

## Organització
El grup inclou les següents empreses subsidiàries especialitzades en camps diferents:
- Airbus com a fabricant líder d'avions comercials.
- Eurocopter com un dels principals fabricants d'helicòpters.
- Astrium, l'empresa líder a Europa en programes espacials com l'Ariane i el Sistema Galileo de posicionament per satèl·lit.
- Cassidian per a serveis aeris, terrestres i navals de seguretat i defensa. A través d'aquesta empresa EADS té una participació majoritària en el programa del caça Eurofighter així com en l'empresa de disseny i fabricació de míssils MBDA.

## Història
EADS ha estat creat el 10 de juliol de 2000 per la fusió de l'alemanya DASA, de la francesa Aérospatiale-Matra i de l'espanyola CASA.